# Саянтуй (селище)
Саянтуй (рос. Саянтуй) — залізнична станція Тарбагатайського району, Бурятії Росії. Входить до складу Сільського поселення Саянтуйське.
Населення — 138 осіб (2015 рік).